# Strömbäcks kyrka
Strömbäcks kyrka är en kyrkobyggnad i Strömbäck utanför Umeå. Den hör till Strömbäcks folkhögskola som drivs med EFS Västerbotten, Luleå stift och Umeå kyrkliga samfällighet som huvudmän. Kyrkan var ursprungligen en rundloge som byggdes om och invigdes som kyrka 1966.